# Prefeituras da Grécia
As prefeituras ou nomos são uma antiga divisão administrativa da Grécia vigente de 1845 até a reforma Kallikratis em 2011. Durante este perído, as regiões administrativas da Grécia, conhecidas como periferias (em grego: περιφέρειες, singular: περιφέρεια), foram subdivididas em 51 prefeituras. As 51 prefeituras subdividiam-se em 147 επαρχείες (singular επαρχεία), que continham 1033 municípios: 900 municípios urbanos (δεμοί) e 133 comunidades rurais (κοινότητες).
Relação das unidades regionais e suas respetivas periferias: 
| - Ática - Ática (1) - Grécia Central: - Eubeia (2) - Euritânia (3) - Fócida (4) - Ftiótida (5) - Beócia (6) - Macedônia Central: - Calcídica (7) - Emátia (8) - Kilkis (9) - Pela (10) - Pieria (11) - Serres (12) - Tessalônica (pt-br) ou Tessalónica (pt-pt) (13) | | |
| - Creta: - Chania (14) - Heraclião (15) - Lasíti (16) - Retimno (17) - Macedônia Oriental e Trácia: - Drama (18) - Euros (19) - Cavala (20) - Ródope (21) - Xanthi (22) - Epiro: - Arta (23) - Janina (24) - Preveza (25) - Tesprócia (26)                           | - Ilhas Jônicas: - Corfu (27) - Cefalónia (pt-PT) ou Cefalônia (pt-BR) (28) - Lêucade (29) - Zacinto (30) - Egeu Setentrional: - Lesbos (32) - Quios (31) - Samos (33) - Peloponeso: - Arcádia (34) - Argólida (35) - Corinto (36) - Lacónia (pt-PT) ou Lacônia (pt-BR) (37) - Messénia (pt-PT) ou Messínia (pt-BR) (38) | - Egeu Meridional: - Cíclades (39) - Dodecaneso (40) - Tessália: - Carditsa (41) - Lárissa (42) - Magnésia (43) - Trikala (44) - Grécia Ocidental: - Acaia (45) - Etólia e Acarnânia (46) - Élida (47) - Macedônia Ocidental: - Florina (48) - Grevena (49) - Castória (50) - Kozani (51) |